# Adelaide United Football Club (femminile)
L'Adelaide United Football Club, citato anche come Adelaide United Women, è una squadra di calcio femminile australiana con sede ad Adelaide, sezione femminile dell'omonimo club.
Istituita nel 2008, è iscritta alla W-League, il livello di vertice nella struttura del campionato australiano femminile di calcio, e gioca le partite casalinghe al Marden Sports Complex, stadio situato a Marden, un sobborgo di Adelaide.

## Storia
La squadra femminile dell'Adelaide United è stata istituita nel 2008 con l'inizio della W-League, diventando una delle otto squadre fondatrici. L'organico della stagione inaugurale ha visto l'allenatore del North Eastern MetroStars Michael Barnett assumere l'incarico di head coach con l'ex giocatore dell'Adelaide Utd Richie Alagich assumere il ruolo di assistente e Dianne Alagich, difensore delle Matildas, nominata capitano.

## Organico

### Rosa 2020-2021
Aggiornata al 29 dicembre 2020.
| N. |                        | Ruolo | Calciatrice                        |
| -- | ---------------------- | ----- | ---------------------------------- |
| 1  | Australia (bandiera)   | P     | Sian Fryer-McLaren (vice-capitano) |
| 2  | Australia (bandiera)   | D     | Emily Hodgson                      |
| 3  | Australia (bandiera)   | D     | Matilda McNamara                   |
| 4  | Stati Uniti (bandiera) | C     | Mallory Weber (vice-capitano)      |
| 5  | Australia (bandiera)   | D     | Charlotte Grant                    |
| 6  | Australia (bandiera)   | C     | Georgia Campagnale                 |
| 7  | Cile (bandiera)        | A     | María José Rojas                   |
| 8  | Australia (bandiera)   | C     | Emily Condon                       |
| 10 | Australia (bandiera)   | A     | Chelsie Dawber                     |
| 11 | Australia (bandiera)   | D     | Laura Johns                        |
| 12 | Australia (bandiera)   | A     | Isabel Hodgson                     |
| 13 | Australia (bandiera)   | A     | Ella Tonkin                        |

| N. |                        | Ruolo | Calciatrice       |
| -- | ---------------------- | ----- | ----------------- |
| 14 | Australia (bandiera)   | C     | Abbey Burns       |
| 15 | Australia (bandiera)   | C     | Meleri Mullan     |
| 17 | Australia (bandiera)   | D     | Kahlia Hogg       |
| 18 | Australia (bandiera)   | P     | Annalee Grove     |
| 19 | Paesi Bassi (bandiera) | D     | Maruschka Waldus  |
| 21 | Australia (bandiera)   | C     | Lara Kirkby       |
| 22 | Australia (bandiera)   | P     | Inana Toovey      |
| 23 | Inghilterra (bandiera) | A     | Fiona Worts       |
|    | Australia (bandiera)   | C     | Ciara Fowler      |
|    | Australia (bandiera)   | P     | Evelyn Goldsmith  |
|    | Australia (bandiera)   | C     | Victoria Mansueto |